# Silene boyd-klineana
Silene boyd-klineana är en nejlikväxtart som beskrevs av Halda, P.Gustafson, Vostrák. Silene boyd-klineana ingår i släktet glimmar, och familjen nejlikväxter. Inga underarter finns listade i Catalogue of Life.